# Thrombozytenglykoprotein 4
Thrombozytenglykoprotein 4 (synonym CD36) ist ein Oberflächenprotein, das unter anderem auf Blutplättchen (Thrombozyten) vorkommt.

## Eigenschaften
Thrombozytenglykoprotein 4 ist ein Rezeptor für verschiedene Stoffe, darunter Thrombospondin, Fibronectin, Kollagen oder Amyloid-beta sowie oxidierte LDL, anionische Phospholipide, langkettige Fettsäuren und diacylierte Lipopeptide. Thrombozytenglykoprotein 4 kann mit sich selbst Proteinkomplexe bilden (lateral in der Zellmembran). Es ist an der Angiogenese, der Entzündung, dem Fettstoffwechsel und der Fettresorption beteiligt. Es ist zudem ein Korezeptor vom Heterodimer aus TLR4 und TLR6 und an Entzündungsprozessen in Monozyten und Makrophagen beteiligt. Plasmodium falciparum verwenden Thrombozytenglykoprotein 4 zur Zelladhäsion von parasitierten Erythrozyten. Es ist glykosyliert und palmitoyliert. Vermutlich ist es an der Entstehung von Arteriosklerose beteiligt. Vermutlich ist CD36 an der Empfindung des Geschmacks von Fetten beteiligt.